# 대사건
《대사건》(중국어: 大事件)는 2004년 개봉한 홍콩의 범죄 스릴러 영화이다.

## 출연
- 임현제 - 아원
- 진혜림 - 레베카
- 장가휘 - 장지항
- 임달화 - CK 웡
- 임설 - 아엽
- 허소웅 - 호이
- 소미기 - 그레이스 차우
- 장조휘 - 에릭 양
- 우용 - 춘
- 정해봉 - 롱
- 이해도
- 황연강
- 황화화
- 서충신
- 황지위
- 홍위량

## 한국판 성우진(KBS)
- 유동균 - 헌제(임현제)
- 김지혜 - 레베카(진혜림)
- 김준 - 장지항 과장(장가휘) / 기자(장만원)
- 이인성 - 경찰국장(임달화)
- 문영래 - 왕 형사(허소웅)
- 이윤선 - 장춘(유융)
- 임은정 - 경찰 홍보 담당(소미기)
- 이장원 - 인질 엽씨(임설) / 경찰(황연강)
- 김영민 - 에릭(장조휘)
- 조진숙 - 기자(리만분)
- 전인배 - 장춘의 부하(황지위) / 헌제의 동료(강극성) / 경찰(곽옥강)
- 위훈 - 장룡(정해봉) / 인수(리해도) / 경찰(주지강)

## 기타
- 수입:  시네마천국